# Maxime Scot
 (septembre 2021).
Pour les articles homonymes, voir Scot.
Maxime Scot, né à Maligny le 1er juin 1923 et mort à Lagord le 5 juin 2015, est un ancien résistant et officier parachutiste ayant terminé sa carrière militaire au grade de colonel. Il est commandeur de l'Ordre national de la Légion d'honneur.

## Biographie

### Origines familiales
Né dans un wagon de marchandises ou dans une maison de ce petit village, de Giovanni Gaetano Scot (qui pose des rails) et Albertina De Boni (qui assure la cantine des ouvriers), parents italiens naturalisés français en 1933, il se voit refuser l’accès au concours d’instituteur en 1940 par le gouvernement de Vichy qui le considère comme fils de ressortissants étrangers.
Le 28 septembre 1946 à Portet-sur-Garonne, il épouse Marie-Jeanne Prunt (31 août 1924 à Portet-sur-Garonne – décédée le 26 décembre 1999 à Muret), fille de Paul Prunt et Anne Proudhom, avec qui il a trois garçons – Paul (12 mai 1949), Saint-Cyrien et lieutenant-colonel dans les troupes de marine en retraite, Gaëtan (23 février 1951), ingénieur de l'ÉNAC chez Thales en retraite, et Prosper-Maxime (28 janvier 1956 – 20 mai 1956, ce dernier meurt à 5 mois).

### Carrière militaire
Le 6 juillet 1943, il est appelé aux chantiers de la jeunesse française (groupement no 23) à Laissac dans l'Aveyron, avant de rejoindre en décembre 1943 le camp de Clairfont (à Portet-sur-Garonne) pour travailler à la poudrerie de Toulouse au titre du service du travail obligatoire.
C'est pendant cette période qu'il rencontre au village une jeune femme, Marie-Jeanne Prunt qu'il épousera après-guerre.
Alors qu’il opère avec des camarades dans une chaîne d’évasion et de faux papiers, un de ses chefs les prévient qu’ils ont été repérés par la Gestapo et qu’ils vont être arrêtés. Lui et ses camarades s’enfuient le 6 juin 1944 et prennent le maquis, rejoignant le Corps Franc Pommiès de la Résistance française (FFI).
Au village, Raymond Viviès, un jeune portésien qui sera fusillé plus tard par les allemands, aide alors Marie-Jeanne Prunt qui, employée à la mairie, faisait aussi des faux papiers, à faire disparaître toute trace de ses activités, lui permettant de ne pas être inquiétée malgré une fouille des locaux par les allemands…
Avec le Corps Franc Pommiès, devenu le 49e régiment d’infanterie de ligne le 10 février 1945, au sein de la 1re armée française, Maxime Scot participe à la Campagne d'Allemagne et se retrouve sergent à Berlin dans les troupes d'occupation.
Il veut être officier, suit sur place la préparation et présente le concours de l'EMIA auquel il est reçu et est admis comme élève officier en 1946 à Coëtquidan, promotion « Indochine ». Il sert ensuite en tant qu’officier pendant plus de 20 ans dans les Troupes aéroportées.
En 1951, affecté comme lieutenant au 8e bataillon de parachutistes coloniaux en cours de création à Hanoï (Indochine), il est chef d'une section de vietnamiens à la 3e CIP et participe à la guerre d'Indochine jusqu'en 1953.
Le 8 janvier 1952, il est légèrement blessé par une explosion de mine dans la région de Bà Rịa, en  cochinchine.
De 1953 à 1956, il sert comme lieutenant instructeur à l’École d’application de l’infanterie de Saint-Maixent-l’École
Désigné pour la guerre d'Algérie, il rejoint le 14e régiment de chasseurs parachutistes en 1956, est promu capitaine le 4 décembre 1957 et prendra le commandement d'abord de la Compagnie de Commandement et des Services (CCS) puis de la 3e Compagnie de Combat, déployée en Algérie dans la région de Boufarik et d’Aïn Sefra.
De retour d’Algérie, il est affecté, de 1958 à 1961 au Centre d'Instruction Prémilitaire (CIP) de Montpellier comme Instructeur Parachutiste.
À nouveau désigné pour la guerre d'Algérie, il est affecté à la Base Aéroportée d'Afrique du Nord (BAP/AFN) à Blida de 1961 à 1963.
De 1963 à 1965, officier parachutiste, commandant le Centre d'Instruction Parachutiste de Perpignan.
De 1966 à 1968, il sert à la Base Opérationnelle Mobile Aéroportée (BOMAP) à Toulouse.
De 1969 à 1975, il sert au 67e Régiment d'Infanterie (67e RI) de Soissons où il termine sa carrière.
Le 5 juin 2015, il décède à l’âge de 92 ans à Lagord, Colonel Commandeur dans l'ordre de la Légion d'Honneur. Ses funérailles ont lieu le 11 juin 2015 à l’église de Portet-sur-Garonne, où son départ est salué sous les 25 drapeaux d’anciens combattants venus de toute la France.

## Distinctions
- Commandeur de la Légion d'honneur (2005)
  -  Officier de la Légion d'honneur (1975)
  -  Chevalier de la Légion d'honneur (1955)

- Croix de guerre 1939–1945 avec citation[8]
- Croix de guerre des Théâtres d'opérations extérieurs (3 citations)
- Croix de la Valeur militaire avec citation (étoile de bronze)
- Croix du combattant volontaire de la guerre de 1939–1945[9]
- Croix du combattant[10]
- Médaille coloniale avec agrafe Extrême-Orient
- Médaille commémorative française de la guerre 1939–1945 avec agrafes Allemagne et Libération
- Médaille commémorative de la campagne d'Indochine
- Médaille commémorative des opérations de sécurité et de maintien de l'ordre avec agrafe Algérie
- Insigne des blessés militaires
- Chevalier de l'ordre du Mérite sportif‎[11]
- Médaille de la jeunesse, des sports et de l'engagement associatif, bronze[12]

### États de service
- 6 juillet 1943 : appelé aux chantiers de la jeunesse française (groupement n°23) ;
- 6 juin 1944 : rejoint le Corps Franc Pommiès de la Résistance française ;
- 1er janvier 1945 : nommé caporal-chef ;
- 11 février 1945 : incorporé au sein du 49e régiment d’infanterie de ligne, rattaché à la 1re armée française ;
- 31 mars 1945 : passe la frontière allemande ;
- Campagne d’Allemagne du 31 mars 1945 au 8 mai 1945 ;
- 1er août 1945 : nommé sergent ;
- 11 janvier 1946 : affecté au PPEMIA ;
- 1er mars 1946 : dirigé sur l’école militaire interarmes (EMIA) de Coëtquidan ;
- 1er mai 1946 : détaché à l’EMIA en qualité d’élève de la 7e série ;
- 1er octobre 1946 : nommé sergent-chef d’active ;
- 25 août 1947 : nommé aspirant d’active ;
- 1er décembre 1947 : affecté à la 25e division aéroportée (25e DAP) ETAP à Pau et rejoint le 18e Bataillon d’Infanterie de Choc (18e BIP), 2e Cie ;
- 11 janvier 1948 : promu sous-lieutenant ;
- 17 janvier 1950 : nommé lieutenant ;
- 4 janvier 1951 : affecté au Dépôt des troupes aéroportées (DTAP) à Mont-de-Marsan ;
- 20 mars 1951 : embarque à Marseille pour l’Indochine ;
- 15 avril 1951 : débarque à Saïgon et affecté aux Troupes aéroportées d'Indochine (TAPI) ;
- 9 avril 1952 : affecté au 8e bataillon de parachutistes coloniaux (8e BPC) ;
- 29 juin 1953 : rapatrié pour fin de séjour en métropole par voie aérienne, sur Aigle Azur ;
- 1er septembre 1953 : affecté à l’École d'application de l'infanterie (EAI) de Saint-Maixent-l'École ;
- 3 octobre 1956 : embarque à Marseille par avion et débarque à Alger ;
- 4 octobre 1956 : affecté au 14e régiment de chasseurs parachutistes (14e RCP) ;
- 1er novembre 1956 : prend le commandement de la CCS ;
- Participe aux opérations sur le territoire d’Aïn Sefra du 12 février 1957 au 18 mars 1957 ;
- 4 décembre 1957 : promu capitaine ;
- 6 février 1958 : prend le commandement de la 3e Cie, jusqu’au 16 octobre 1958 ;
- 20 octobre 1958 : muté à l’état-major du groupe de subdivision militaire de Montpellier ;
- 14 novembre 1958 : embarque à Philippeville et débarque à Toulouse ;
- 1er décembre 1958 : incorporation à l’EM et prend les fonctions d’officier parachutiste ;
- 1er avril 1961 : affecté à la Base aéroportée d’Afrique du Nord à Blida ;
- 15 avril 1961 : embarque par avion à Toulouse, débarque à Alger et prend le commandement de la CCS ;
- 28 novembre 1962 : quitte le commandement de la CCS pour prendre les fonctions de chef d’état-major ;
- 14 février 1962 : séjour prolongé en Algérie jusqu’au 1er juin 1963 ;
- 8 mars 1963 : affecté à l’état-major de la subdivision militaire des Pyrénées-Orientales, à compter du 1er juin 1963 ;
- 24 mai 1963 : embarque par navire à Alger et quitte l’AFN avec 20 jours de permission valables du 26 mai 1963 au 14 juin 1963 ;
- 25 mai 1963 : débarque à Port Vendres ;
- 1er juin 1963 : rejoint sa nouvelle affectation pour raisons impérieuses de service ;
- 1er avril 1965 : promu chef de bataillon ;
- 1er juillet 1966 : muté à l’état-major de la 72e division militaire au titre de la CIPM de Perpignan ;
- 1er août 1966 : affecté à la Base Opérationnelle Mobile AéroPortée (BOMAP) de Toulouse ;
- 1er septembre 1968 : affecté à la 14e compagnie divisionnaire ;
- 2 septembre 1968 : rejoint l’état-major de la 44e Division Militaire ;
- 4 juin 1973 : affecté au 67e régiment d’infanterie (67e RI) à Soissons ;
- 1er janvier 1974 : promu au grade de lieutenant-colonel ;
- 26 mai 1975 : placé sur sa demande en position de retraite après 25 ans de service ;
- 1er octobre 1983 : promu au grade de colonel ;
- 1er avril 1984 : rayé des cadres de réserve et admis à l’honorariat de son grade (colonel honoraire).

### Emplois tenus
| Grade              | Désignation de l'emploi         | Corps ou service       | Du                 | Au                |
| Sous-lieutenant    | Chef de section                 | 18e BIP                | 11 décembre 1948   | 10 janvier 1950   |
| Lieutenant         | Chef de section                 | 18e BPC                | 11 janvier 1950    | 8 janvier 1951    |
| Lieutenant         | Chef de section                 | BAPS                   | 19 avril 1951      | 16 avril 1952     |
| Lieutenant         | Chef de section (CIP)           | 8e BPC                 | 7 mai 1952         | 15 juin 1953      |
| Lieutenant         | Chef de section (EDR)           | EAI                    | 14 octobre 1953    | 15 octobre 1954   |
| Lieutenant         | Officier « EPM »                | EAI                    | 16 octobre 1954    | 2 octobre 1955    |
| Lieutenant         | Adjoint à l’officier EPM        | EAI                    | 3 octobre 1955     | 30 septembre 1956 |
| Lieutenant         | Commandant de la CCS            | 14e RCP                | 1er novembre 1956  | 28 février 1957   |
| Lieutenant         | Adjoint au commandant de la Cie | 14e RCP                | 1er mars 1957      | 5 février 1958    |
| Capitaine          | Commandant de la 3e Cie         | 14e RCP                | 6 février 1958     | 16 octobre 1958   |
| Capitaine          | Officier parachutiste CIPM      | Montpellier            | 2 décembre 1958    | 1er avril 1961    |
| Capitaine          | Commandant de la CCS            | BAP/AFN                | 1er mai 1962       | 27 novembre 1962  |
| Capitaine          | Chef d’état-major               | BAP/AFN                | 28 novembre 1962   | 23 mai 1963       |
| Capitaine          | Commandant de la CIPM           | Pyrénées-Orientales    | 1er juillet 1963   | 31 mars 1965      |
| Chef de bataillon  | Commandant le GIP subdivision   |                        | 1er avril 1965     | 31 juillet 1966   |
| Chef de bataillon  | Chef des services techniques    | BOMAP                  | 1er août 1966      | 31 mars 1967      |
| Chef de bataillon  | Chef du 4e bureau               | BOMAP                  | 1er avril 1967     | 31 août 1968      |
| Chef de bataillon  | Chef du 4e bureau               | État-major de la 44eDM | 1er septembre 1968 | 3 juin 1973       |
| Chef de bataillon  | Commandant en second            | 67e RI                 | 4 juin 1973        | 31 décembre 1973  |
| Lieutenant-colonel | Commandant en second            | 67e RI                 | 1er janvier 1974   | 25 mai 1975       |

### Vie civile
Fervent catholique, sa vie s'inspire de l'un de ses Saints Patrons préférés, Saint Martin, emblème de la charité chrétienne. Il passe ses 40 dernières années au service des autres.
Il est fondateur et Président de la section locale du Souvenir français,, au sein de laquelle il œuvre à l'entretien des tombes et monuments des morts pour la France, ainsi qu'au devoir de mémoire en accompagnant pendant longtemps les élèves du collège de Portet-sur-Garonne à Verdun, sur les plages du débarquement, ou d'autres lieux de combats.
Il est président d'une section locale des Anciens du Corps Franc Pommiès, pour ses amis du maquis.
Et enfin, il est président de la section locale de l’Association nationale des anciens et amis de l'Indochine (ANAI), la dernière dont il se séparera.
Il œuvre également comme membre actif au sein des amicales des unités où il a servi en guerre, le 8e RPIMa, le 14e RCP, le 1er RTP/BOMAP, etc. et aide de nombreuses associations caritatives, dont l'association caritative d'aide au Sénégal à Portet-sur-Garonne.
Chaque année, il participe à l'organisation et effectue le pèlerinage militaire à Lourdes.
Il donne enfin de son temps et de son énergie pour son église de Portet-sur-Garonne.

### Galerie photographique

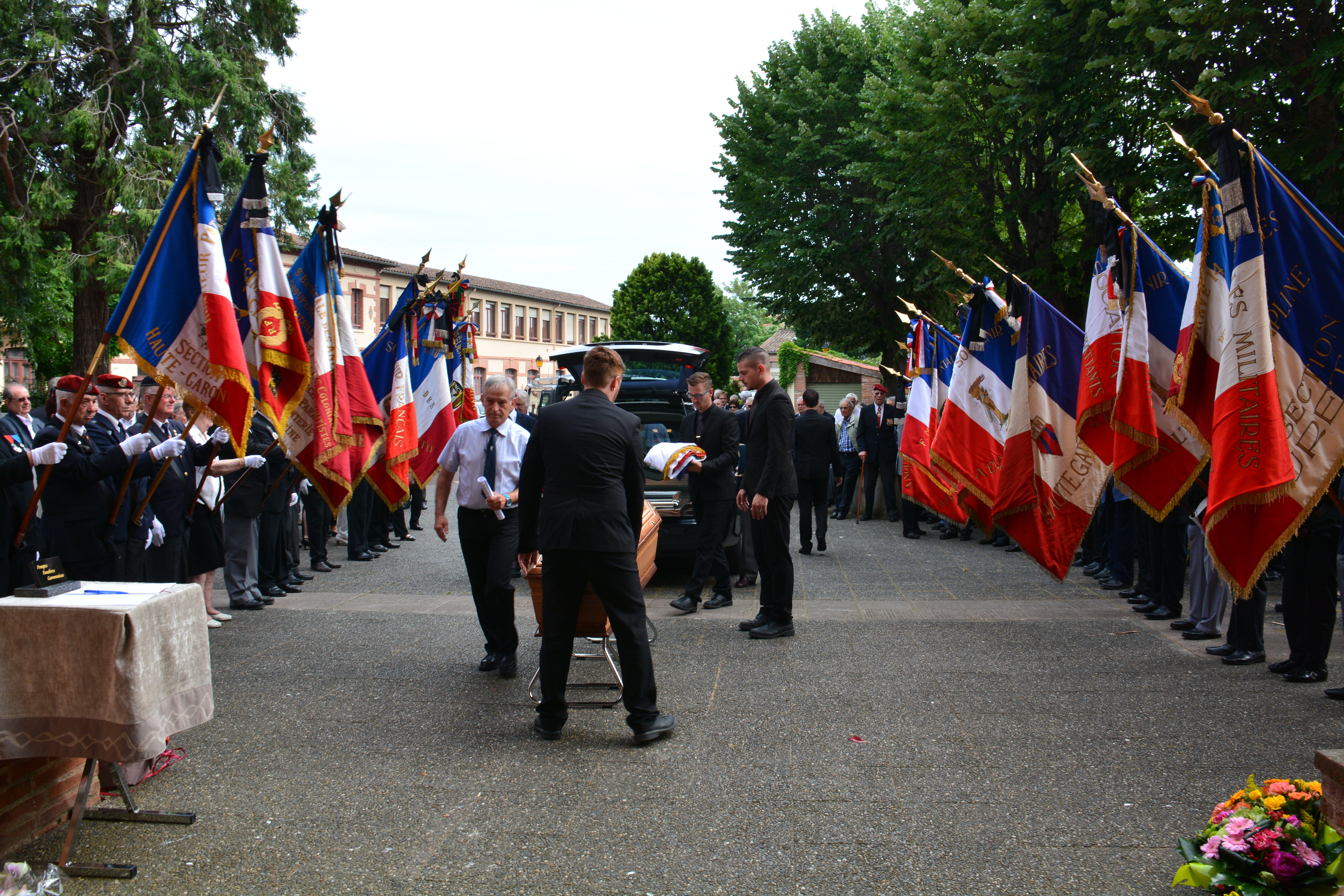
L’arrivée du cercueil, sur le parvis de l’église de Portet-sur-Garonne
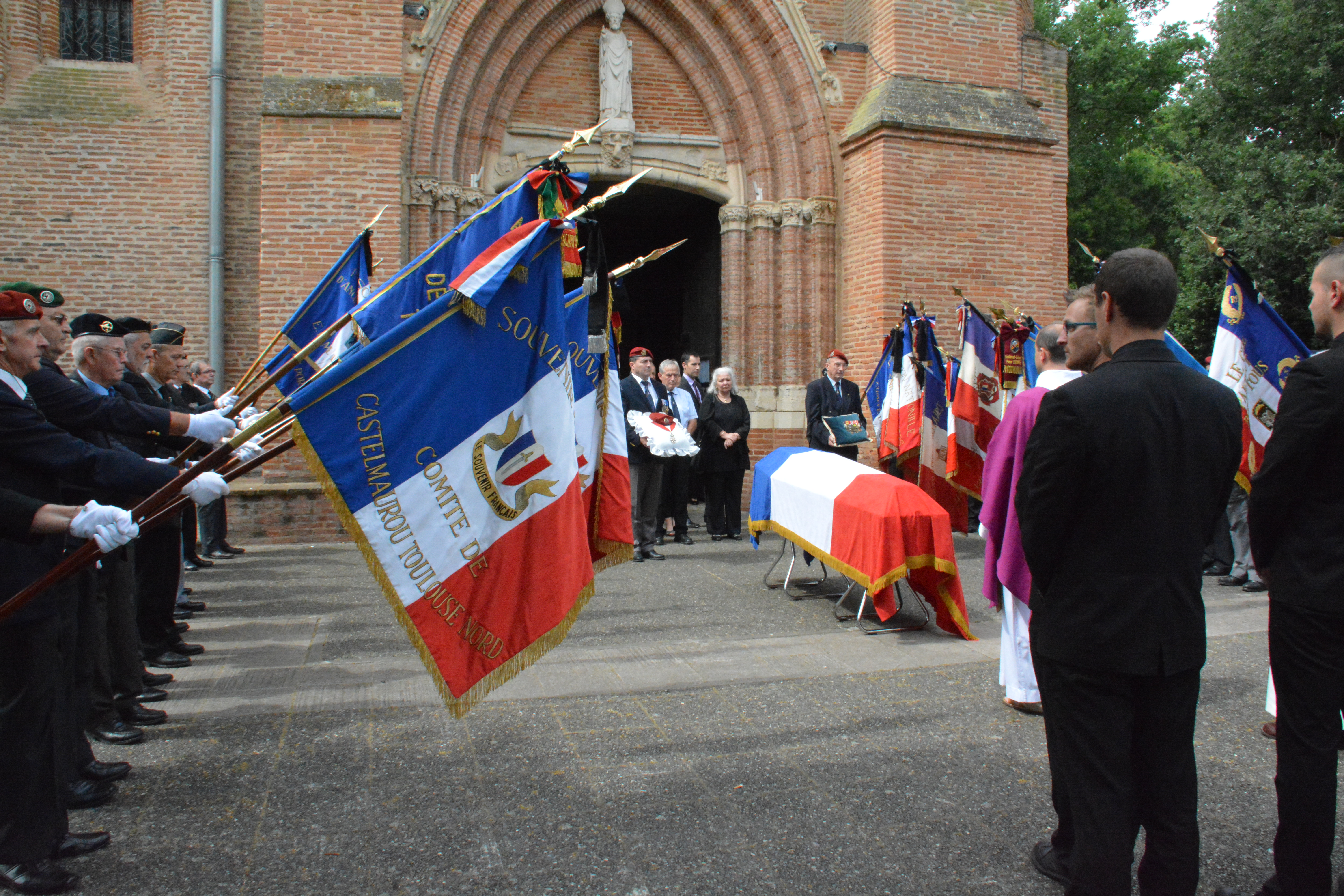
L’hommage des drapeaux
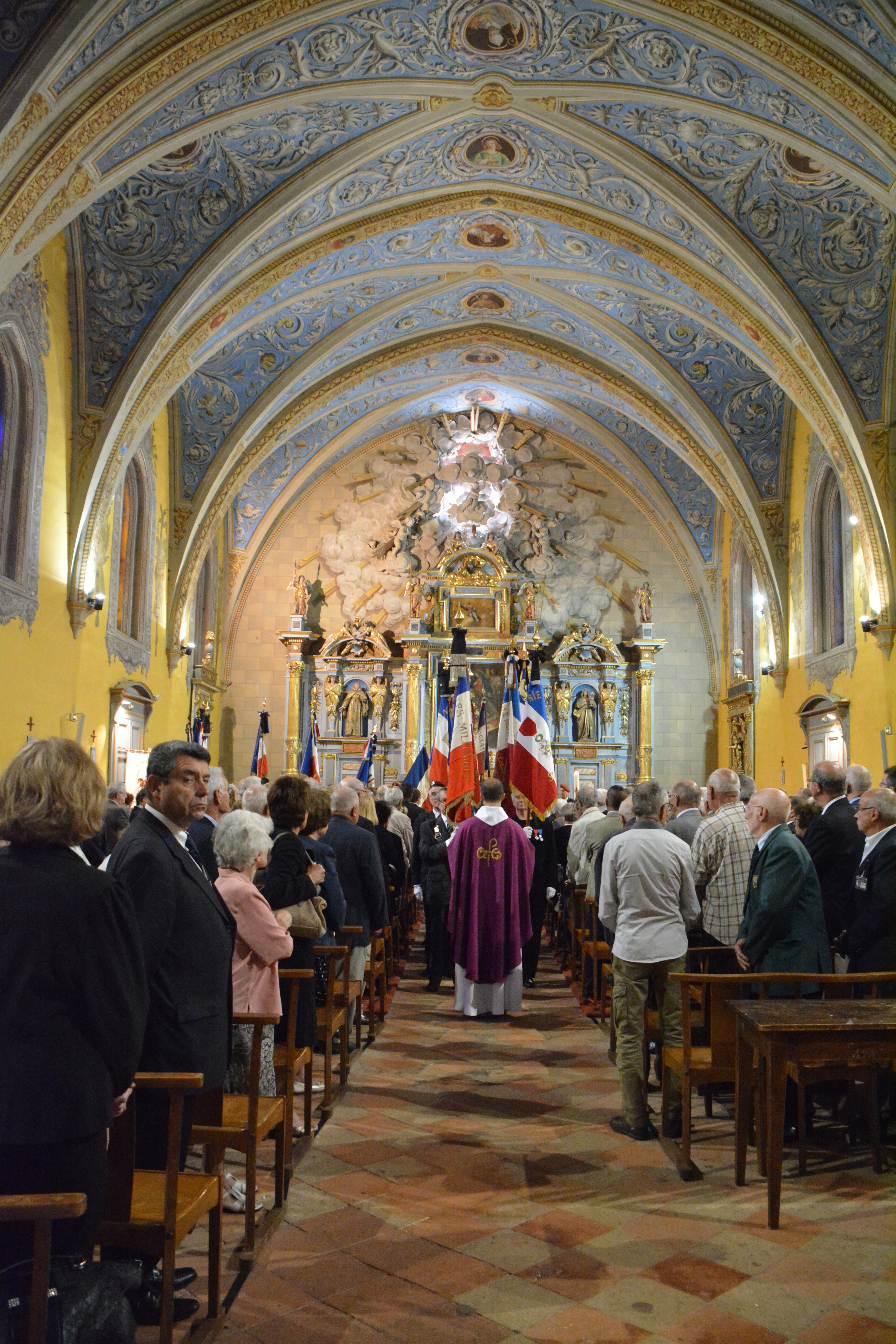
Mise en place de la cérémonie pour la messe
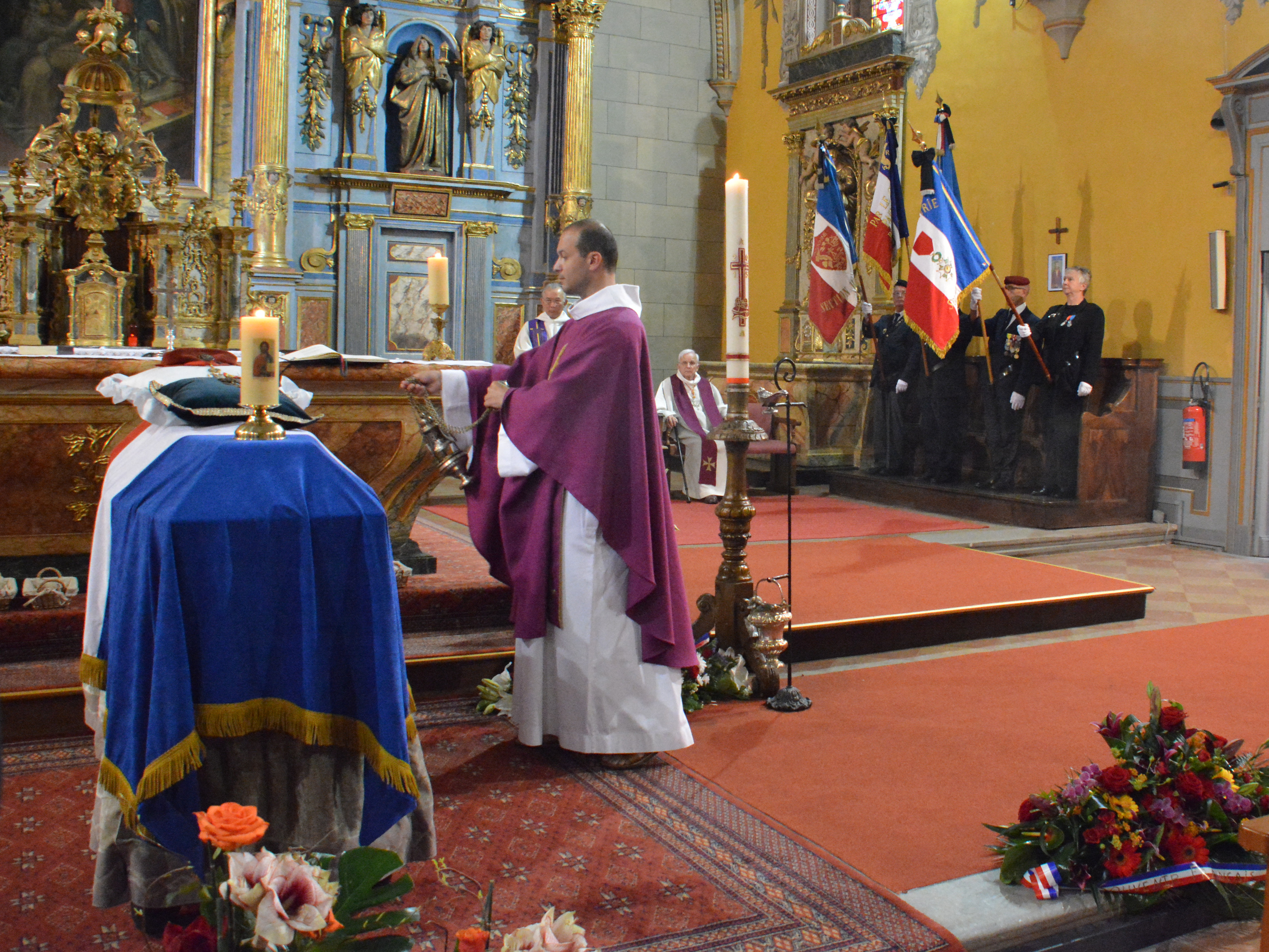
Le cercueil